# N.W.A.
N.W.A. (skraćenica od Niggaz Wit Attitudes - Čamuge sa stavom) bila je američka hip hop grupa iz Komptona u Kaliforniji. Grupa je jedna od najranijih koja je popularizovala gangsta rep i podžanrove hip hopa Zapadne Obale. Takođe se smatra jednom od ključnih grupa u istoriji hip hopa. Aktivna od 1986. do 1991, rep grupa je izazivala razne kontroverze zbog eksplicitnih tekstova za koje su mnogi smatrali da ne poštuju žene i uzdižu drogu i kriminal. Grupa je, zatim, zabranjena na mnogim mejnstrim američkim radio stanicama. Uprkos tome, grupa je prodala više od 10 miliona kopija samo u Sjedinjenim Američkim Državama. Grupa je, takođe, bila poznata po svojoj izrazitoj mržnji prema policiji, što je izazvalo mnogo kontroverzi tokom godina.
Originalnu postavku grupe sačinjavali su Arabian Prince, Dr. Dre, Eazy-E, i Ice Cube. DJ Yella i MC Ren su se pridružili kasnije, dok je Arabian Prince napustio grupu ubrzo pre izbacivanja albuma Straight Outta Compton zbog rasprava oko raspodele novca zbog koje će kasnije i uslediti tužba Ice Cube-a Decembra 1989. Eazy-E, Dr. Dre, Ice Cube i MC Ren će kasnije postati veoma uspešni solo umetnici devedesetih godina. Njihov debi album Straight Outta Compton označio je početak nove gangsta rep ere zbog revolucionarne produkcije i socijalnih komentara koji je njihov tekst sadržao, dok će njihov drugi album Niggaz4Life postati prvi hardkor rep album koji je zauzeo prvo mesto na Billboard 200 listi prodaje. Rolling Stone postavio je N.W.A na 83. mesto na listi "100 Najčuvenijih Umetnika Svih Vremena". 2016. godine, grupa je postala član Rokenrol kuće slavnih uz tri nominacije. 

## Istorijat

### Formiranje i "Panic Zone" (1986—88)
Grupu je sastavio Eazy-E iz Komptona, koosnivač Ruthless Records-a zajedno sa Džerijem Helerom (en. Jerry Heller). Eazy-E je tražio sastanak sa Dr. Dreom od Stiva Janoa (en. Steve Yano). Iako ga je u početku odbio , Janoa je impresionirala Eazy-E-jeva upornost i ugovorio je sastanak sa Dr. Dreom. U početku, N.W.A su sačinjavali samo Dr. Dre i Eazy-E. Zajedno sa prijateljem producentom Arabian Princem, Ice Cube je dodat u postavu, nakon što je započeo karijeru kao reper za grupu C.I.A. Dre će kasnije dovesti i DJ Jelu(en. DJ Yella) u grupu. Dre i Jela su zajedno bli članovi nekadašnjeg World Class Wreckin' Cru-a, kao didžejevi i producenti. Ruthless je izbacio singl "Panic Zone" 1987. godine zajedno sa "Macola Records", s kojom će kasnije zajedno izbaciti i album N.W.A. and the Posse. N.W.A je još bila u stanju razvoja, i danas joj se pripisuju samo tri od jedanaest numera, naročito nekarakteristične numere "Panic Zone", "8-Ball", i "Dopeman", koje su označile prvu saradnju Arabian Princa, DJ Jele, Dr. Drea, and Ice Cube-a. Takođe je uz album ubačen i Eazy-E-jev singl "Boyz-n-the-Hood". Godine 1988, reper MC Ren se pridružuje grupi.

### Straight Outta Compton(1988—89)
N.W.A izbacuje svoj prvi studijski album, Straight Outta Compton,1988 godine. Sa svoje tri čuvene pesme, koje su uz paljbu otvorile album, grupa je odrazila nezadovoljstvo i bes urbane omladine. Prva pesma "Straight Outta Compton" predstavila je grupu, "Fuck tha Police" protestovala je policijsku brutalnost i rasno profilisanje, a "Gangsta Gangsta" oslikala je svet kakav urbana omladina vidi. Dok su grupi kasnije pripisali uspon gangsta repa, N.W.A je svoju muziku smatrala "repom realnosti"(en. "reality rap"). Dr. Dre i DJ Yella, komponovali su bitove za sve pesme, dok je Dre u nekoliko navrata i repovao. The D.O.C., Ice Cube, i MC Ren napisali su većinu tekstova za grupu, uključujući i "Fuck tha Police", možda i najozloglašeniju pesmu grupe, koja ih je dovela u sukob sa raznim organizacijama za sprovođenje zakona. Pod pritiskom organizacije Focus on the Family, Milt Alerik(en. Milt Ahlerich), pomoćnik direktora FBI poslao je pismo organizaciji Ruthless i njenoj izdavačkoj kući Priority Records, savetujući da je podržavanje nasilja i napadanja pogrešno i da oni (FBI) koji sprovode zakon prigovaraju na takve radnje. Ovo pismo se danas može naći u Rokenrol kući slavnih u Klivlendu, u Ohaju . Policija je odbijala da pruža zaštitu za vreme koncerata grupe, otežavajući grupine planove o turnejama. Pored toga, FBI-jevo pismo grupi je privuklo još više pažnje.
Straight Outta Compton je takođe bio jedan od prvih albuma koji su se pridržavali šeme Roditeljskog nadzora. S druge strane, tabu priroda muzike ove grupe bila je najbitniji faktor u masovnoj popularnosti. Medijska pažnja nadoknadila je nedostatak grupinih pesama na radiju i album je na kraju osvojio duplu platinu.

### 100 Miles And Runnin'iNiggaz4Life(1989—91)
Ice Cube napustio je grupu Decembra 1989 zbog rasprave o raspodeli novca; napisavši veći deo teksta za pesmu Straight Outta Compton osećao je da ne dobija dovoljan deo profita. Tužba protiv menadžera Džoija Helera završena je van suda. Extended-Play grupe N.W.A, 100 Miles and Runnin', međutim, uključuje dis protiv Ice Cube-a:
"We started with five, but yo /
One couldn't take it—So now it's four /
Cuz the fifth couldn't make it."
Takođe se našla i pesma "Real Niggaz", ogroman dis protiv Ice Cube-a, gde ga ostali članovi njemu bivše grupe optužuju za kukavičluk i dovode njegovu u pitanje njegovu autentičnost i originalnost:
"How the fuck you think a rapper lasts /
With your ass sayin' shit that was said in the past /
Yo, be original, your shit is sloppy /
Get off the dick, you motherfuckin' carbon-copy", i
"We started out with too much cargo /
So I'm glad we got rid of Benedict Arnold, yo."
Pesma "100 Miles and Runnin'" bila je poslednja Dreova numera ubrzanog tempa, normalne brzine za hip hop osamdesetih. Nakon toga, usredsredio se na umeren, sintesajzerom proizveden zvuk koji će kasnije postati poznat pod nazivom G-funk.
Grupin drugi potpuni album, Efil4zaggin ("Niggaz4Life" ispisano unazad) iz 1991, povratilo je grupu uprkos Ice Cube-ovom solo uspehu. Album je opet demonstrirao neprijateljstvo prema bivšem članu grupe. Ice Cube biva poistovećivan sa Benediktom Arnoldom (ozloglašenim izdajicom za vreme Američke revolucije). Na svom drugom albumuDeath Certificate, Ice Cube uzvraća velikim udarcem kroz ozloglašenu pesmu "No Vaseline":
"You lookin' like straight bozos /
I saw it comin' that's why I went solo /
Kept on stompin' /
When y'all Muthafuckas moved Straight outta Compton
/ You got jealous when I got my own company /
But I'm a man, and ain't nobody humpin' me."
Ice Cube je takođe i vređao Džimija Helera:
"Get rid of that devil real simple /
Put a bullet in his temple /
Cuz you can't be the 'Niggaz 4 Life' crew /
With a white Jew tellin' you what to do."

### Kraj N.W.A (1991—95)
Niggaz4Life iz 1991. biće grupin poslednji album. Bilo je dosta prepirki između Dr. Drea i Eazy-E-ja kroz njihove solo pesme. Eazy-E je nastavio da disuje Dr. Drea u većini svojih pesama sve do svoje smrti od upale pluća prouzrokovane AIDS-om 26. Marta 1995.

## Članovi
- Eazy-E (Erik Rajt — engl. Eric Wright, rođen 1964) – De facto predvodnik grupe, takođe i najstariji član. Osnovao je grupu sa Dr. Dreom i Arabian Princem 1986. Imao je jako glasovno prisustvo na albumima ove grupe.
- Ice Cube (O'Šea Džekson — engl. O'Shea Jackson, rođen 1969) – Zajedno sa MC Renom vodeći reper ove grupe. Pisao je, zajedno sa MC Renom i The D.O.C-om većinu tekstova grupe. Pozvan da se pridruži grupi od strane Dr. Drea jer je pisao tekstove za prošlu Dreovu grupu 1984. godine.
- MC Ren (Lorenco Paterson — engl. Lorenzo Patterson, rođen 1969) – Vodeći reper i najmlađi član grupe. Pozvan da se pridruži N.W.A napisavši većinu tekstova za Eazy-E-jev solo album "Eazy-Duz-It". Najviše puta se pojavio na albumima ove grupe
- Dr. Dre (Andre Jang — engl. Andre Young, rođen 1965)) – Glavni producent svih pesama ove grupe.
- DJ Yella (Antoin Karabi — engl. Antoine Carraby, rođen 1967) – Glavni DJ, takođe i asistent u produkciji
- The DOC (Trejsi Kari — engl. Tracy Curry) član koji se veoma često zanemaruje. Učestvovao je u pisanju velikog broja tekstova za grupu
- Arabian Prince (Kim Nazel — engl. Kim Nazel, rođen 1965) – Jedan od osnivača grupe. Napustio je grupu zbog rasprava oko raspodele novca.

## Uticaj
Iako je 1991. godine grupa prestala sa radom, ostavila je jak uticaj i zaostavštinu narednih decenija. Njihov uticaj, od fanki bitova sa jakim basom do hiperbolisanih tekstova, bio je evidentan devedesetih, pa čak i danas. U Dreovom singlu iz 1999. Forgot About Dre stih:
Who you think brought you the O.G.s, Eazy-Es, Ice Cube, and The D.O.C.s, the Snoop D O double G's, and the group that said 'Motherfuck the police'?
naglašava važnost N.W.A u hip hopu. U istoj pesmi, Eminem odaje počast grupi stihom
So what do you say to somebody you hate or anyone tryna bring trouble your way, Wanna resolve things in a bloodier way, Then just study a tape of N.W.A.

## Diskografija
- Straight Outta Compton (1988)
- Niggaz4Life (1991)